# ASEC Mimosas (omnisports)
Cet article concerne la section football du ASEC Mimosas. Pour les autres sections, voir ASEC Mimosas (homonymie).
L'ASEC Mimosas est un club omnisports ivoirien fondé en 1948 et basé à Abidjan.

## Sections
Parmi les sections, on trouve :
- Athlétisme
- Basket-ball
- Football
- Handball
- Natation
- Planche à voile
- Volley-ball